# 首都圏電鉄
首都圏電鉄（しゅとけんでんてつ）は、韓国・ソウル特別市周辺で運行される都市鉄道・地下鉄を意味する呼称である。複数の鉄道事業者が連携して運営している。

## 概要
首都圏電鉄は、広域電鉄の概念に当てはまる運行形態の一つである。運行範囲はソウル特別市・仁川広域市・京畿道・忠清南道・江原特別自治道に跨る。
路線は、韓国鉄道公社・ソウル交通公社・仁川交通公社・ソウル市メトロ9号線・空港鉄道・新盆唐線・京畿鉄道・Eレール・龍仁軽量電鉄・牛耳新設軽電鉄・金浦ゴールドライン運営が運営する。1号線・3号線・4号線は、韓国鉄道公社（KORAIL）が運営する区間とソウル交通公社が運営する区間とに分かれており、相互直通運転を行っている。2017年5月31日、ソウルメトロ・ソウル特別市都市鉄道公社が統合され、ソウル交通公社が発足した。韓国初の地下鉄はソウル地下鉄1号線だが、日本統治時代下に作られたKORAIL路線の規格をそのまま使用しているため、左側通行となっている。それ以外の地下鉄・都市鉄道路線については、一部を除き右側通行となっている。
首都圏電鉄に属している路線（民間人出入統制区域内にある京義・中央線の都羅山駅～臨津江駅間を除く）の運賃は各者共通であり、運賃は全て通しで計算される（空港鉄道の青羅国際都市駅以西と新盆唐線、龍仁軽電鉄、議政府軽電鉄はこれに加算運賃が適用される）。そのため、事業者ごとの運賃を合算されることは無い。ただし、KORAILの路線では、同じ区間でも首都圏電鉄線と在来線（一般列車）とでは運賃形態が異なっている。このため、例として京釜線の首都圏電鉄の部分を「京釜電鉄線」と呼ぶなどして、在来線（一般列車）の京釜線とは区別することもある。また、料金体系の違いからKTXやITX-セマウル・ムグンファ号などの一般列車に乗り換える際は、同じ駅でも改札を一度出て、一般列車の改札・乗り場を利用する必要がある。その逆も同じである。
1号線など、複数の路線に跨がって運行される路線は、ほとんどの案内では各区間の正式な線名を使わず、全線で同じ「1号線」等の名称が使われる。
ソウル特別市によって2009年10月までにソウル地下鉄1 - 8号線に自転車専用車両を設置することが検討され、2009年10月4日より、車内への自転車の直接持ち込みが許可された。ただし、路線により持ち込み可能な曜日、時間が異なる。また、9号線・新盆唐線・牛耳新設線・仁川国際空港鉄道は持ち込み不可能である。地下駅の出入口には自転車用のスロープがあるほか、一部車両には自転車を固定するためのスペースが設けられている（自転車が持ち込み可能な先頭車両）。

## 運行形態
| 線色         | 路線名                  | 路線名                    | 区間                                              | 距離    | 開通年 | 運営事業者名                                  |
| ------------ | ----------------------- | ------------------------- | ------------------------------------------------- | ------- | ------ | --------------------------------------------- |
| 紺色         | 1号線                   | 京元本線                  | 漣川 - 清凉里                                     | 218.4km | 1974年 | 韓国鉄道公社                                  |
| 紺色         | 1号線                   | ソウル地下鉄1号線         | 清凉里 - ソウル駅 (地下)                          | 218.4km | 1974年 | ソウル交通公社 (旧：ソウルメトロ)             |
| 紺色         | 1号線                   | 京釜本線                  | ソウル (地上) - 九老 - 天安                       | 218.4km | 1974年 | 韓国鉄道公社                                  |
| 紺色         | 1号線                   | 京仁線                    | 九老 - 仁川                                       | 218.4km | 1974年 | 韓国鉄道公社                                  |
| 紺色         | 1号線                   | 長項線                    | 天安 - 新昌                                       | 218.4km | 1974年 | 韓国鉄道公社                                  |
| 紺色         | 1号線                   | 京釜高速線                | 衿川区庁 - 光明                                   | 218.4km | 1974年 | 韓国鉄道公社                                  |
| 紺色         | 1号線                   | 餅店基地線                | 餅店 - 西東灘                                     | 218.4km | 1974年 | 韓国鉄道公社                                  |
| 緑色         | 2号線                   | ソウル地下鉄2号線本線     | 市庁 - 市庁（環状線）                             | 60.2km  | 1980年 | ソウル交通公社 (旧：ソウルメトロ)             |
| 緑色         | 2号線                   | ソウル地下鉄2号線聖水支線 | 聖水 - 新設洞                                     | 60.2km  | 1980年 | ソウル交通公社 (旧：ソウルメトロ)             |
| 緑色         | 2号線                   | ソウル地下鉄2号線新亭支線 | 新道林 - カチ山                                   | 60.2km  | 1980年 | ソウル交通公社 (旧：ソウルメトロ)             |
| オレンジ色   | 3号線                   | 一山線                    | 大化 - 紙杻                                       | 57.4km  | 1985年 | 韓国鉄道公社                                  |
| オレンジ色   | 3号線                   | ソウル地下鉄3号線         | 紙杻 - 梧琴                                       | 57.4km  | 1985年 | ソウル交通公社 (旧：ソウルメトロ)             |
| 青色         | 4号線                   | 榛接線                    | 榛接 - 仏岩山                                     | 85.7km  | 1985年 | ソウル交通公社 (旧：ソウルメトロ)             |
| 青色         | 4号線                   | ソウル地下鉄4号線         | 仏岩山 - 南泰嶺                                   | 85.7km  | 1985年 | ソウル交通公社 (旧：ソウルメトロ)             |
| 青色         | 4号線                   | 果川線                    | 南泰嶺 - 衿井                                     | 85.7km  | 1985年 | 韓国鉄道公社                                  |
| 青色         | 4号線                   | 安山線                    | 衿井 - 烏耳島                                     | 85.7km  | 1985年 | 韓国鉄道公社                                  |
| 紫色         | 5号線                   | ソウル地下鉄5号線本線     | 傍花 - 江東 - 上一洞                              | 59.7km  | 1995年 | ソウル交通公社 (旧：ソウル特別市都市鉄道公社) |
| 紫色         | 5号線                   | ソウル地下鉄5号線支線     | 江東 - 馬川                                       | 59.7km  | 1995年 | ソウル交通公社 (旧：ソウル特別市都市鉄道公社) |
| 紫色         | 5号線                   | 河南線                    | 上一洞 - 河南黔丹山                               | 59.7km  | 1995年 | ソウル交通公社 (旧：ソウル特別市都市鉄道公社) |
| 黄土色       | 6号線                   | ソウル地下鉄6号線         | 鷹岩 - 新内 （鷹岩→駅村→鷹岩はループ線）          | 36.4km  | 2000年 | ソウル交通公社 (旧：ソウル特別市都市鉄道公社) |
| オリーブ色   | 7号線                   | ソウル地下鉄7号線         | 長岩 - 温水                                       | 61.0km  | 1996年 | ソウル交通公社 (旧：ソウル特別市都市鉄道公社) |
| オリーブ色   | 7号線                   | ソウル地下鉄7号線         | 温水 - 石南                                       | 61.0km  | 1996年 | 仁川交通公社                                  |
| 桃色         | 8号線                   | ソウル地下鉄8号線         | 岩寺 - 牡丹                                       | 17.7km  | 1996年 | ソウル交通公社 (旧：ソウル特別市都市鉄道公社) |
| 金色         | 9号線                   | ソウル地下鉄9号線         | 開花 - 新論峴                                     | 40.6km  | 2009年 | ソウル市メトロ9号線                           |
| 金色         | 9号線                   | ソウル地下鉄9号線         | 新論峴 - 中央報勲病院                             | 40.6km  | 2009年 | ソウル交通公社                                |
| 翡翠色       | 京義・中央線            | 京義本線                  | 都羅山 - 加佐 - ソウル                            | 137.8km | 2014年 | 韓国鉄道公社                                  |
| 翡翠色       | 京義・中央線            | 龍山線                    | 加佐 - 龍山                                       | 137.8km | 2014年 | 韓国鉄道公社                                  |
| 翡翠色       | 京義・中央線            | 京元本線                  | 龍山 - 清凉里                                     | 137.8km | 2014年 | 韓国鉄道公社                                  |
| 翡翠色       | 京義・中央線            | 中央本線                  | 清凉里 - 砥平                                     | 137.8km | 2014年 | 韓国鉄道公社                                  |
| 青緑色       | 京春線                  | 中央本線                  | 清凉里 - 上鳳                                     | 89.6km  | 2010年 | 韓国鉄道公社                                  |
| 青緑色       | 京春線                  | 忘憂線                    | 光云大 - 上鳳 - 忘憂                              | 89.6km  | 2010年 | 韓国鉄道公社                                  |
| 青緑色       | 京春線                  | 京春線                    | 忘憂 - 春川                                       | 89.6km  | 2010年 | 韓国鉄道公社                                  |
| 黄色         | 水仁・盆唐線            | 京元本線                  | 清凉里 - 往十里                                   | 106.9km | 2020年 | 韓国鉄道公社                                  |
| 黄色         | 水仁・盆唐線            | 盆唐線                    | 往十里 - 水原                                     | 106.9km | 2020年 | 韓国鉄道公社                                  |
| 黄色         | 水仁・盆唐線            | 水仁線                    | 水原 - 仁川                                       | 106.9km | 2020年 | 韓国鉄道公社                                  |
| KORAILブルー | 京江線                  | 京江本線                  | 板橋 - 驪州                                       | 56.0km  | 2016年 | 韓国鉄道公社                                  |
| 空色         | 仁川1号線               | 仁川都市鉄道1号線         | 黔丹湖水公園- 松島タルビ祝祭公園                  | 37.1km  | 1999年 | 仁川交通公社                                  |
| オレンジ色   | 仁川2号線               | 仁川都市鉄道2号線         | 黔丹梧柳 - 雲宴                                   | 29.1km  | 2016年 | 仁川交通公社                                  |
| A'REXブルー  | 空港鉄道                | 仁川国際空港鉄道          | ソウル - 仁川国際空港1ターミナル                  | 63.8km  | 2007年 | 空港鉄道                                      |
| A'REXブルー  | 空港鉄道                | 仁川国際空港鉄道          | 仁川国際空港1ターミナル - 仁川国際空港2ターミナル | 63.8km  | 2007年 | 空港鉄道                                      |
| 赤色         | 新盆唐線                | 新盆唐線                  | 新沙 - 江南                                       | 33.4km  | 2011年 | 新ソウル鉄道 （ネオトランスに委託）           |
| 赤色         | 新盆唐線                | 新盆唐線                  | 江南 - 亭子                                       | 33.4km  | 2011年 | 新盆唐線 （ネオトランスに委託）               |
| 赤色         | 新盆唐線                | 新盆唐線                  | 亭子 - 光教                                       | 33.4km  | 2011年 | 京畿鉄道 （ネオトランスに委託）               |
| 若竹色       | 西海線                  | 西海線                    | 大谷 - 元時                                       | 40.3km  | 2018年 | Eレール （西海鉄道と韓国鉄道公社に委託）      |
| 黄緑色       | 龍仁軽電鉄（Ever Line） | 龍仁軽電鉄                | 器興 - 前垈・エバーランド                         | 18.0km  | 2013年 | 龍仁軽量電鉄 （ネオトランスに委託）           |
| 黄緑色       | 牛耳新設線              | 牛耳新設線                | 北漢山牛耳 - 新設洞                               | 11.0km  | 2017年 | 牛耳新設軽電鉄 （牛耳新設軽電鉄運営に委託）   |
| 空色         | 新林線                  | 新林線                    | セッカン - 冠岳山                                 | 7.6km   | 2022年 | 南ソウル軽量電鉄株式会社                      |
| みかん色     | 議政府軽電鉄            | 議政府軽電鉄              | 鉢谷 - 車両基地臨時乗降場                         | 11.3km  | 2012年 | （宇進メトロに委託）                          |
| 金色         | 金浦都市鉄道            | 金浦都市鉄道              | 陽村 - 金浦空港                                   | 23.6km  | 2019年 | 金浦ゴールドライン運営                        |

## 歴史
- 韓国では、1960年代からソウル首都圏を中心に人口が集中するようになった。そこで、大量に通勤輸送できる公共交通機関が重要となり、韓国国外の鉄道技術の導入を検討していた。よど号ハイジャック事件の余波によって日本の技術を韓国側に提供する事が政治的に決定し、1974年8月15日にソウル地下鉄1号線が開業した。ちなみに、北朝鮮の平壌地下鉄は前年の1973年に開業している。

- 1974年8月15日 - ソウル地下鉄1号線が開通。同時に京釜線（水原駅まで）、京元線（城北駅まで）、京仁線との相互直通運転を開始。

## 車両
首都圏電鉄には専用の電車（電動車・電気動車）が投入されている。全て通勤形4ドアロングシート車両である。

### 韓国鉄道公社
- 1000系
- 3000系
- 311000系
- 319000系
- 321000系
- 331000系
- 341000系
- 351000系
- 361000系
- 371000系
- 391000系

### ソウル交通公社
旧：ソウルメトロ
- 1000系
- 旧1000系
- 2000系
- 3000系
- 4000系

旧：ソウル特別市都市鉄道公社
- 5000系
- 6000系
- 7000系
- 8000系
- SR000系

### 仁川交通公社
- 1000系
- 2000系

### ソウル市メトロ9号線
- 9000系

### 空港鉄道
- 1000系（直通用）
- 2000系（各駅停車用）

### 新盆唐線
- D000系

## 運賃
民間人出入統制区域内にある京義・中央線の都羅山駅〜臨津江駅間を除く全線において、首都圏統合料金制で運賃を計算する。
首都圏電鉄のみ利用する場合は以下の通り。(2025年6月28日改定)
- 新盆唐線・議政府軽電鉄以外は、基本運賃はTマネーを使う場合、10kmまで1550ウォン、1回用交通カードを使う場合100ウォン加算。
- 新盆唐線（新沙 - 江南間）は、基本運賃はTマネーを使う場合10kmまで2250ウォン、1回用交通カードを使う場合100ウォン加算。ソウルメトロ・韓国鉄道公社・新盆唐線（江南 - 亭子 - 光教間）から新盆唐線（新沙 - 江南間）を経由する場合は700ウォン加算。
- 新盆唐線（江南 - 亭子 - 光教間）は、基本運賃はTマネーを使う場合10kmまで2550ウォン、1回用交通カードを使う場合100ウォン加算。ソウルメトロ・韓国鉄道公社・新盆唐線（新沙 - 江南間）から新盆唐線（江南 - 亭子 - 光教間）を経由する場合は1000ウォン加算。亭子駅以北と以南の区間を跨いで乗車する場合は500ウォン加算。
- 議政府軽電鉄は、基本運賃はTマネーを使う場合10kmまで1850ウォン、1回用交通カードを使う場合100ウォン加算。 韓国鉄道公社からの乗換は300ウォン加算。
- 10km以上は、10kmから50kmまで5km毎に100ウォン、50kmからは8km毎に100ウォンを加算する。原則として発駅から着駅までの最短距離で計算される（ただし忘憂線は例外で、上鳳駅 - 回基駅 - 光云大駅として運賃を計算する）。
- ソウル特別市・仁川広域市・京畿道内の区間と忠清南道・江原特別自治道内の区間を跨ぐ場合、1号線平沢駅と京春線加平駅を区間の境界として忠清南道・江原特別自治道内の区間（1号線成歓駅 - 新昌駅間各駅と京春線屈峰山駅 - 春川駅間各駅）は10kmから4km毎に100ウォンを加算。

Tマネーの場合、基本運賃は各駅の入場時に差し引かれ、出場時に差額の運賃を差し引かれる。
1回用交通カードは運賃の他に保証金（デポジット）500ウォンが必要。保証金は下車駅の保証金払い戻し機で返還される。
また、早朝割引も適用され、始発列車-6時30分発の列車に乗る場合、通常運賃から20％割引される。 （Tマネーを使う場合のみ）
バスなどと乗り継ぎする場合は以下の通り。なお、乗り継ぎは30分以内で制限されている（21:00 - 翌7:00までは60分以内）。
- 基本運賃は一番高い交通機関の基本運賃を取る。
- 基本運賃の距離はソウルや仁川の広域バス、京畿道の座席バスを利用する場合は30kmまで、以外は10kmまで。
- 基本運賃の距離を超えた場合は5km毎に100ウォンを加算する。

なお、首都圏電鉄の改札外乗り換え駅（ソウル駅における京義線⇔1号線・4号線・空港鉄道）については、Tマネーの場合は乗り継ぎ割引が適用されるが、1回用交通カードでは適用されない。

## 新路線・延伸計画
韓国鉄道公社（広域電鉄）
韓国鉄道公社では、自社の非電化路線を電化複線化する計画を幾つか持っている（これを韓国鉄道公社では「電鉄化」と呼んでいる）。詳しくは広域電鉄の計画の項を参照。
- 水仁線
  - 2028年 - 鶴翼駅が開業予定。
  - 未定 - 青鶴駅が開業予定。
- 京元本線
  - 未定 - 山北駅、悔亭駅、楊州市庁駅が開業予定。
- 長項線
  - 未定 - 豊基駅が開業予定。
- 新安山線
  - 2025年 - 汝矣島駅〜中央駅、光明駅〜西華城駅が開業予定。
  - 未定 - ソウル駅〜汝矣島駅が開業予定。
- 京江本線
  - 2025年 - 驪州駅〜西原州駅が開業予定。
  - 未定 - 月串駅〜板橋駅が開業予定。
- 果川線
  - 未定 - 果川情報タウン駅が開業予定。

ソウル交通公社
旧：ソウルメトロ
- 9号線
  - 未定 - 中央報勲病院駅〜セムト公園駅が開業予定。
  - 未定 - セムト公園駅〜新渼沙駅が開業予定。

旧：ソウル特別市都市鉄道公社
- 九里線（6号線）
  - 2025年 - 新内駅〜九里都売市場駅が開業予定。
- 道峰山抱川線（7号線）
  - 未定 - 長岩駅〜抱川駅が開業予定。
- 8号線
  - 未定 - 牡丹駅〜板橋駅が開業予定。
- 別内線（8号線）
  - 未定- 別内ビョルガラム駅〜別内駅が開業予定。

仁川交通公社
- 7号線
  - 未定 - 石南駅〜青羅国際都市駅が開業予定。

新ソウル鉄道
- 新盆唐線
  - 未定 - 龍山駅〜新沙駅が開業予定。

京畿鉄道
- 新盆唐線
  - 未定 - 光教中央駅〜郷南駅が開業予定。